# Альберто Пикко (стадион)
«Альберто Пикко» (итал. Stadio Alberto Picco) — главный футбольный стадион итальянского города Специя (провинция Лигурия), открытый в 1919 году. С этого же времени является официальной домашней ареной одноименной местной команды.

## История арены
Арена была официально открыта в 1919 году под названием Campo Sportivo Municipale, а свое нынешнее наименование получила в честь уроженца Специи, известного футболиста и выдающегося военного деятеля, младшего лейтенанта альпийских войск Альберто Пикко, погибшего в боях Первой мировой войны.
Первый домашний матч на арене «Специя» провела 7 декабря того же года, обыграв соперников из «Дженоа» со счетом 8:0. Первоначально все трибуны стадиона были деревянными, а первая бетонная трибуна была построена лишь в 1933 году. 
В 1922 году по предложению руководства клуба у входа на арену было установлено символическое надгробие, дабы почтить память игроков «Специи», павших в Первой мировой войне: Альберто Пикко, Умберто Тосо, Ферруччо Франческони, Бруно Замбелли, Париде Феррари и Чиро Орсини.
Первая реконструкция прошла на стадионе в 1964 году, в рамках данной инициативы были полностью обновлены трибуны арены, что впоследствии повторилось в 1974 и 1975 годах. Новый виток обновлений прошел на «Альберто Пикко» в 2006—2007 годах в связи с выходом коллектива в Серию В.
Последний на данный момент этап реконструкции, связанный с выходом «Специи» в высшую лигу итальянского первенства — Серию А, был официально завершен в 2021 году, после чего суммарная вместимость арены была увеличена до 11 512 зрителей.